# Donna Kelce
Donna Kelce (de soltera Donna Blalock) es una ex-banquera americana y madre de los jugadores de fútbol americano Jason Kelce y Travis Kelce. Aparte de ser la madre de dos atletas profesionales, Donna ha participado en iniciativas benéficas y ha aparecido en la televisión y la prensa, incluida una actuación en una película de Hallmark Channel. En 2024, Donna fue nombrada una de las Mujeres del Año de la revista Glamour.

## Primeros años y educación
Donna Kelce nació el 9 de octubre de 1952 en Cleveland, Ohio. Los abuelos de su madre, Ina Marie Petranek, George Stajduhar y Mary Jurkovich, emigraron a los Estados Unidos desde Croacia. Donna se crio en una pequeña casa en el centro de la ciudad con sus abuelos viviendo en la planta de arriba. 
Con tan solo 12 años, falleció su madre. Su familia, incluyendo a su padre Donald Roy Blalock y su hermano pequeño Don, se mudaron de Cleveland a Moreland Hills, Ohio. Más tarde, su padre rehizo su vida con Mary, quien jugó un papel clave en la educación de Donna. Kelce agradeció a Mary por ayudarla a ella y a su hermano a mantener cierta estabilidad mientras crecían. Hasta su muerte en 2023, Mary fue una figura muy importante en la vida de Donna
Aunque su padre no quería que las mujeres participaran en los deportes, Donna practicó atletismo con el apoyo de su madrasta Mary. Mientras estaba en el instituto, compitió en los Juegos Olímpicos Juveniles, donde participó en los eventos de atletismo. Donna fue la primera de su familia en graduarse en la universidad, obteniendo un título en periodismo y comunicación por la Universidad de Ohio. También realizó un máster en administración de empresas por la Universidad Baldwin Wallace, en Ohio.

## Carrera
Kelce trabajó treinta años en el sector bancario. Trabajó para Mastercard y luego se especializó en la financiación inmobiliaria de comercios en un banco con sede en Cleveland.
Kelce ha participado en iniciativas benéficas relacionadas con su figura oública. En una iniciativa, se vendieron tazas con su imagen para recaudar fondos para las deudas de los almuerzos estudiantiles. Kelce aprobó el proyecto y apoyó esta iniciativa.
En 2024, Donna apareció en dos películas navideñas de Hallmark Channel, "Christmas on Call" y "Holiday Touchdown: A Chiefs Love Story". En la primera, Donna interpretó el papel de la dueña de una tienda de sándwiches en Filadelfia, vistiendo una camista de los Eagles con el número de su hijo Jason Kelce, exjugador de los Philadelphia Eagles. En la segunda, interpretó a la gerente de un restaurante de barbacoa en Kansas City, vistiendo una camiseta personalizada de los Chiefs con un mensaje de su hijo Travis Kelce, jugador de los Kansas City Chiefs.
Estos dos fueron sus primeros papeles en la gran pantalla. Donna describió la experiencia como "disfrutable" y lo abordó con humor.
En 2024, Donna fue nombrada una de las Mujeres del Año por la revista Glamour. Este reconocimiento destacó su papel como madre de dos jugadores de fútbol americano profesional, sus reflexiones sobre la maternidad, sus ambiciones y su perseverancia.

## Vida personal
Donna conoció a Ed Kelce en un bar en Cleveland. Se casaron en los 70 y estuvieron juntos durante veinte años antes de divorciarse. De su matrimonio nacieron Jason Kelce, exjugador de los Philadelphia Eagles que jugaba en la posición de centro, y Travis Kelce, el tight end de los Kansas City Chiefs.
En 2022, Jason y Travis se convirtieron en los primeros hermanos en enfrentarse en una Super Bowl, evento que atrajo la atención del público hacia Donna Kelce al ser su madre.
Kelce ha hablado públicamente sobre sus experiencias criando a sus hijos, enfatizando en los desafíos de la crianza y en sus esfuerzos por enseñarles a ser responsables e independientes. Kelce también ha hablado sobre el orgullo que siente como madre por los logros de sus hijos y de sus personalidades humildes a pesar de ser personas muy exitosas.
Donna Kelce tiene tres nietas, hijas de su hijo Jason Kelce y su mujer, Kylie Kelce. 
Donna reside en Orlando, Florida, desde 2024.